# San Pablo (Masaccio)
[[Categoría:Cuadros de {{{3}}}]]
  

San Pablo es un cuadro del pintor renacentista italiano Masaccio. Es pintura al temple sobre tabla de 51 x 30 cm, pintado en 1426. Se conserva en el Museo Nacional de Pisa.
Esta pintura forma parte del llamado Políptico de Pisa, un gran retablo de 19 piezas que se ejecutó para la capilla del notario Giuliano di Colino en la iglesia de iglesia carmelita en Pisa. Masaccio realizó el retablo entre febrero y diciembre de ese año 1429. El políptico constaba de 19 tablas. Junto a rasgos arcaicos, como el uso del fondo de oro, la principal novedad era que todos los paneles tenían un único punto de fuga, de modo que la composición resultase unitaria. En el siglo XVIII, el políptico fue desmebrado. Los intentos de reconstruir el retablo se basan en una descripción detallada dada por Vasari en 1568. Solo se han identificado once paneles de este retablo, y están dispersos por cinco museos distintos, no siendo suficientes los datos para una reconstrucción fiel. La representación de San Pablo es la única pieza que queda en la ciudad para la cual se hizo el retablo.
- Datos: Q2884282
- Multimedia: Saint Paul by Masaccio / Q2884282